# Sequenze di risonanza magnetica

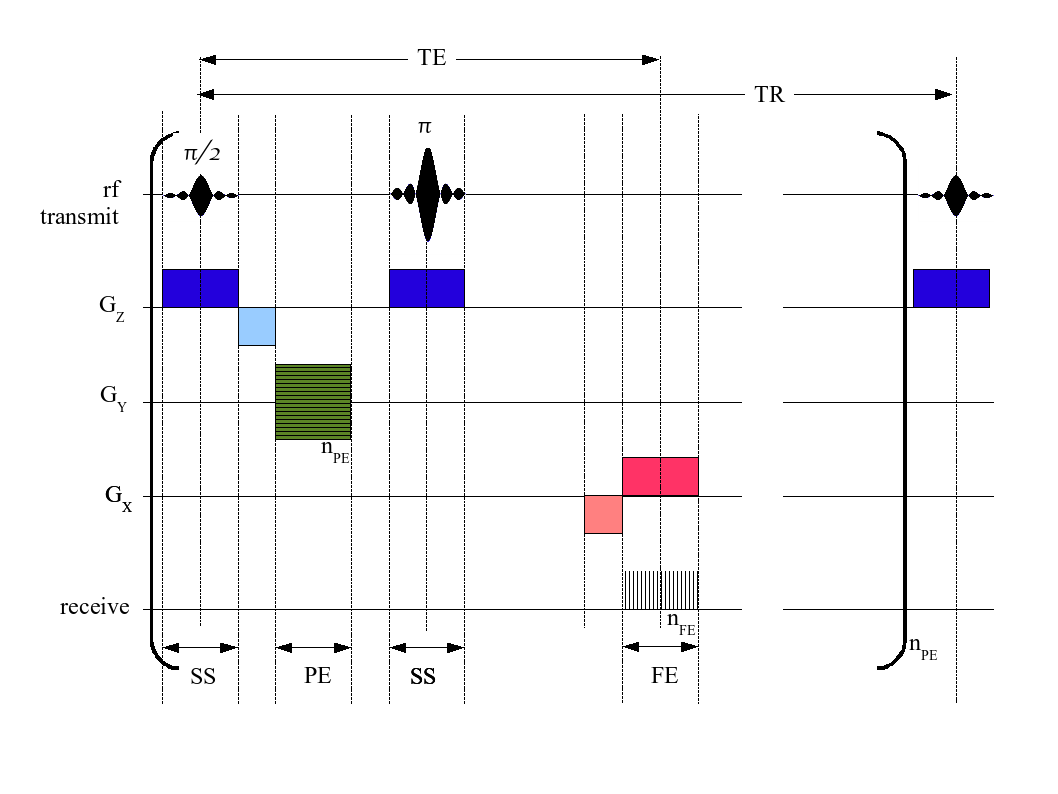
Diagramma temporale di una sequenza spin echo

Le sequenze di risonanza magnetica sono particolari configurazioni, ottenibili tramite un'apparecchiatura per risonanza magnetica, che riguardano serie di impulsi e gradienti di campo che permettono di generare immagini a risonanza particolari, frequentemente utilizzate in ambito clinico.

## Panoramica
Qui di seguito una tabella in cui si riassumono le principali sequenze utilizzate nell'imaging a risonanza magnetica.
| Gruppo                                            | Sequenze                            | Abbreviazione | Principi fisici | Principali caratteristiche cliniche | Esempio |
| ------------------------------------------------- | ----------------------------------- | ------------- | --- | --- | ------- |
| Spin echo                                         | Pesatura in T1                      | T1            | Misurazione del rilassamento longitudinale utilizzando tempo di ripetizione (TR) e tempo di echo (TE) brevi. | - Basso segnale proveniente dall'acqua, come nel caso di edema, tumori, ischemia, infiammazione, infezione, emorragie croniche o acute, - Alto segnale dal grasso - Alto segnale dalle sostanze paramagnetiche come il gadolinio (utilizzato come mezzo di contrasto in risonanza magnetica Sequenza standard e di confronto per le altre sequenze. |         |
| Spin echo                                         | Pesatura in T2                      | T2            | Misurazione del rilassamento trasversale utilizzando lunghi tempi di TR e TE. | - Alto segnale da tessuti ricchi di acqua. - Basso segnale del grasso. - Basso segnale per le sostanze paramagnetiche. Sequenza standard e di confronto per le altre sequenze. |         |
| Spin echo                                         | Pesatura di densità protonica       | DP            | Lungo tempo di TR (per ridurre il T1) e breve tempo TE (per minimizzare il T2) | Artropatie e traumi muscolo-scheletrici. - Alto segnale dai menischi (vedi immagine) |         |
| Gradient echo                                     | Precessione libera stazionaria      | SSFP          | Mantenimento di una magnetizzazione trasversale costante e residua su cicli successivi. | Realizzazione di cardio RM (vedi video). |         |
| Inversion recovery                                | Short tau inversion recovery        | STIR          | Soppressione del grasso grazie all'impostazione di un tempo di inversione che annulla il suo segnale. | Alto segnale nell'edema, come nelle più gravi fratture da stress. Nell'immagine un caso di sindrome da stress tibiale |         |
| Inversion recovery                                | Fluid attenuated inversion recovery | FLAIR         | Soppressione dei liquidi grazie ad un tempo di inversione che annulla il loro segnale. | Alto segnale da infarti lacunari, placche da sclerosi multipla, Emorragia subaracnoidea e meningite (vedi immagine). |         |
| Inversion recovery                                | Double inversion recovery           | DIR           | Soppressione simultanea del liquido cerebrospinale e materia bianca grazie a due tempi di inversione. | Altro segnale dalle placche della sclerosi multipla (vedi immagine). |         |
| Diffusion weighted (DWI)                          | Convenzionale                       | DWI           | Misura del moto browniano delle molecole d'acqua. | Alto segnale dopo pochi minuti dall'infarto cerebrale (nella foto). |         |
| Diffusion weighted (DWI)                          | Apparent diffusion coefficient      | ADC           | Riduce la pesatura T2 prendendo multiple immagini DWI con differente pesatura DWI. | Basso segnale pochi minuti dopo un ictus cerebrale (vedi immagini). |         |
| Diffusion weighted (DWI)                          | Tensore di diffusione               | DTI           | Trattografia (nella foto) ottenuta misurando il moto browniano complessivo delle molecole d'acqua nelle direzioni delle fibre nervose.                                                                                            | - Valutazione della deformazione della materia bianca dovuta ad un tumore - Una riduzione della anisotropia frazionale può indicare demenza |         |
| Perfusion weighted (PWI)                          | Dynamic susceptibility contrast     | DSC           | Viene iniettato gadolinio come mezzo di contrasto e viene realizzate immagini a rapida ripetizione (generalmente gradient-echo o echo-gradient pesate in T2) per quantificare la perdita di segnale indotta dalla suscettibilità. | Negli infarti cerebrali, il tessuto ischemico e la penombra ischemica presentano una perfusione diminuita (immagine). |         |
| Perfusion weighted (PWI)                          | Dynamic contrast enhanced           | DCE           | Misurazione dell'accorciamento del rilassamento T1 indotto da un bolo di mezzo di contrasto di gadolinio. | Negli infarti cerebrali, il tessuto ischemico e la penombra ischemica presentano una perfusione diminuita (immagine). |         |
| Perfusion weighted (PWI)                          | Arterial spin labelling             | ASL           | Marcatura magnetica del sangue arterioso prima che entri nella regione di interesse dell'imaging. Non è necessario infondere gadolinio come mezzo di contrasto.                                                                   | Negli infarti cerebrali, il tessuto ischemico e la penombra ischemica presentano una perfusione diminuita (immagine). |         |
| Risonanza magnetica funzionale (fMRI)             | Blood-oxygen-level dependent        | BOLD          | Modifiche nella saturazione di ossigeno dipendente dal magnetismo dell'emoglobina che riflette l'attività del tessuto. | Localizzazione delle aree del cervello più attive prima di un intervento chirurgico. |         |
| Magnetic resonance angiography (MRA) e venografia | Time-of-flight                      | TOF           | Il sangue che entra nell'area di interesse non è stato saturato e quindi fornisce un segnale più elevato quando viene utilizzato un breve tempo di echo.                                                                          | Diagnosi di aneurisma, stenosi o dissecazione. |         |
| Magnetic resonance angiography (MRA) e venografia | Phase-contrast MRA                  | PC-MRA        | Due gradienti di uguale intensità ma in direzione opposte vengono usati per codificare lo sfasamento che è proporzionale alla velocità degli spin.                                                                                | Diagnosi di aneurisma, stenosi o dissecazione (immagine). | (VIPR)  |
| Susceptibility weighted                           | Susceptibility weighted             | SWI           | Sensibile al sangue e al calcio. | Rilevare piccole emorragie (Nell'immagine un danno assonale diffuso) o il calcio. |         |

## Spin echo

### T1 e T2
Ogni tessuto ritorna al suo stato di equilibrio al termine dell'eccitamento a radiofrequenza grazie ai propri processi di rilassamento longitudinale (T1 o spin-reticolo, cioè recupero della magnetizzazione nella stessa direzione del campo magnetico statico) e rilassamento trasversale (T2 spin-spin, trasversale al campo magnetico statico). Per creare un'immagine pesata in T1, la magnetizzazione deve recuperare prima che venga misurato il segnale cambiando il tempo di ripetizione (TR). Questa ponderazione dell'immagine è utile, ad esempio, per valutare la corteccia cerebrale, identificare il tessuto adiposo, caratterizzare le lesioni focali del fegato e in generale per ottenere informazioni morfologiche, nonché per l'imaging post-contrasto. Per creare un'immagine pesata in T2, la magnetizzazione può decadere prima di misurare il segnale RM cambiando il tempo di eco (TE). Questa ponderazione dell'immagine è utile per rilevare edema e infiammazione, rivelando lesioni della sostanza bianca e valutando l'anatomia di organi come la prostata e l'utero.
La visualizzazione standard delle immagini a risonanza magnetica in scala di grigi si presenta come segue:
| Segnale    | T1-pesato | T2-pesato |
| ---------- | --- | --- |
| Alto       | - Grasso - Emorragia subacuta - Melanina - Fluidi ricchi di proteine - Sangue a scorrimento lento - Sostanze paramagnetiche, come gadolinio, manganese, rame - Necrosi corticale pseudo-laminare                                                          | - Tessuti contenenti molta acqua, come nell'edema, nei tumori, nell'infarto, nell'infiammazione e nell'infezione - Metaemoglobina situata in zona extracellulare nelle emorragie subacute                                                     |
| Intermedio | Materia grigia più scura rispetto alla materia bianca | Materia bianca più scura rispetto alla materia grigia |
| Basso      | - Osso - Urina - Liquido cerebrospinale - Aria - Tessuti contenenti molta acqua, come nell'edema, nei tumori, nell'infarto, nell'infiammazione, nell'infezione, nelle emorragie croniche o iperacute - Bassa densità protonica, come nelle calcificazioni | - Osso - Aria - Grasso - Basa densità protonica come nelle calcificazioni e nella fibrosi - Materiali paramagnetici come deossiemoglobina, metaemoglobina intracellulare, ferro, ferritina, emosiderina, melanina - Fluidi ricchi di proteine |

### Densità protonica
Le immagini ponderate in densità protonica (DP) vengono ottenute utilizzando un tempo di ripetizione lungo (TR) e un tempo di eco breve (TE). Nelle immagini dell'encefalo, questa sequenza permette di creare una distinzione più marcata tra materia grigia (più chiara) e materia bianca (in grigio scuro), ma con poco contrasto tra cervello e liquido cefalorachidiano. È, inoltre, molto utile per l'individuazione di malattie articolari e lesioni muscoloscheletriche.

## Gradient echo

Sequenza gradient echo

Una sequenza con tecnica gradient echo è alla base di molte altre importanti sequenze da essa derivate, come l'imaging echo-planare e le Steady-state free precession imaging' SSFP. Esse permettono di avere tempi di ripetizione (TR) molto brevi e quindi di acquisire immagini in breve arco di tempo.
Le sequenze gradient echo sono caratterizzate da una singola eccitazione a radiofrequenza, seguita da un gradiente applicato lungo l'asse di lettura chiamato "gradiente di sfasamento". Questo gradiente modifica la fase di spin in modo spazialmente dipendente così che alla fine del gradiente il segnale venga completamente cancellato perché la coerenza tra gli spin sarà completamente distrutta.
A questo punto viene applicato un gradiente di lettura di polarità opposta, in modo da compensare l'effetto del gradiente di disparità. Quando l'area del gradiente di lettura è uguale a quella del gradiente di disparità, gli spin avranno una nuova fase coerente (eccetto per gli effetti del rilassamento T2*), e quindi un segnale sarà nuovamente rilevabile. Questo segnale prende il nome di echo o più specificamente di segnale di echo di gradiente, perché è prodotto dal rifasamento dovuto ad un gradiente (a differenza del segnale di spin echo il cui rifasamento è dovuto a un impulso di radiofrequenza).
Le sequenze del tipo di gradient echo consentono di ottenere tempi di ripetizione molto brevi, poiché l'acquisizione di un echo corrisponde all'acquisizione di una linea del k-spazio e questa acquisizione può essere resa più rapida aumentando l'ampiezza dei gradienti di rifasamento e lettura. Una sequenza del tipo spin echo deve invece attendere l'esaurimento del segnale che si forma spontaneamente dopo l'applicazione dell'impulso di eccitazione prima che possa produrre un'eco (decadimento libero dell'induzione o free induction decay).
A scopo di confronto, il tempo di ripetizione di una sequenza gradient echo è dell'ordine di 3 millisecondi, rispetto a circa 30 ms di una sequenza di spin echo.

### Spoiling
Alla fine della lettura, la magnetizzazione trasversale residua può risultare azzerata (mediante l'applicazione di gradienti adatti e l'eccitazione tramite impulsi con radiofrequenza a fase variabile) o mantenuta.
Nel primo caso ci si trova in una sequenza spoiled, come la sequenza FLASH (Fast Low-Angle Shot), mentre nel secondo caso vi appartengono le sequenze SSFP (Steady-State Free Precession).

### Steady-state free precession(SSFP)
L'imaging steady-state free precession è una tecnica di risonanza magnetica che utilizza stati di magnetizzazione stazionari. In generale, le sequenze SSFP si basano su una sequenza di risonanza magnetica caratterizzate da un basso flip angle con un breve tempo di ripetizione che nella sua forma generica è stata descritta come la tecnica "FLASH".
Mentre le sequenze gradient echo si riferiscono solo a uno stato stazionario della magnetizzazione longitudinale, le sequenze SSFP includono le coerenze trasversali (magnetizzazioni) da echi di spin multipli e echi stimolati sovrapposti. Solitamente ciò viene effettuato rimettendo a fuoco il gradiente di codifica di fase in ciascun intervallo di ripetizione per mantenere costante l'integrale di fase (o il momento del gradiente). Le sequenze SSFP completamente bilanciate raggiungono una fase dello zero riorientando tutti i gradienti di imaging.

### Sequenzain-phaseeout-phase
Le sequenze in-phase e out-of-phase corrispondono alle sequenze a eco del gradiente accoppiate utilizzando lo stesso tempo di ripetizione (TR) ma con due tempi di eco differenti (TE). Questo può rilevare anche quantità microscopiche di grasso, che ha un calo del segnale su out-of-phase rispetto a in-phase. Tra i tumori renali che non mostrano grasso macroscopico, tale calo del segnale è osservato nell'80% di carcinoma a cellule renali e nell'angiomiolipoma a grasso minimo.

### Nomi commerciali di sequenze ad echo di gradiente
| Academic Classification | Spoiled gradient echo                   | Spoiled gradient echo                                                      | Steady-State Free Precession (SSFP)                   | Steady-State Free Precession (SSFP) | Balanced Steady-State Free Precession (bSSFP)          |
| Academic Classification | Ordinary type                           | Turbo type (Magnetization preparation, extremely low angle shot, short TR) | FID-like                                              | Echo-like                           | Balanced Steady-State Free Precession (bSSFP)          |
| Siemens                 | FLASH Fast Imaging using Low Angle Shot | TurboFLASH Turbo FLASH                                                     | FISP Fast Imaging with Steady-state Precession        | PSIF Reversed FISP                  | TrueFISP True FISP                                     |
| GE                      | SPGR Spoiled GRASS                      | FastSPGR Fast SPGR                                                         | GRASS Gradient Recall Acquisition using Steady States | SSFP Steady State Free Precession   | FIESTA Fast Imaging Employing Steady-state Acquisition |
| Philips                 | T1 FFE T1-weighted Fast Field Echo      | TFE Turbo Field Echo                                                       | FFE Fast Field Echo                                   | T2-FFE T2-weighted Fast Field Echo  | b-FFE Balanced Fast Field Echo                         |

## Inversion recovery

### Fluid Attenuated Inversion Recovery(FLAIR)
Le sequenze Fluid Attenuated Inversion Recovery (FLAIR) [39] sono sequenze di impulsi con recupero di inversione utilizzate per annullare il segnale proveniente dai fluidi. Ad esempio, questa sequenza può essere utilizzata nell'imaging cerebrale per sopprimere il segnale del liquido cerebrospinale (CSF) in modo da evidenziare lesioni iperintense periventricolari, come le placche della sclerosi multipla. Scegliendo accuratamente il tempo di inversione TI (il tempo tra l'inversione e gli impulsi di eccitazione), il segnale di ogni particolare tessuto può essere soppresso.

### Turbo Inversion Recovery Magnitude(TIRM)
Le sequenze Turbo Inversion Recovery Magnitude (TIRM) misurano solo la grandezza di un segnale turbo spin echo a seguito di un impulso di inversione ed è quindi insensibile alla fase.
La sequenze TIRM risulta superiore nella valutazione dell'osteomielite e nel sospetto di un tumore della testa e del collo. L'osteomielite appare come un'area ad alta intensità. Nei tumori della testa e del collo, la sequenza TIRM ha dimostrato di dare sia un alto segnale nella massa tumorale, sia un basso grado di sovrastima della dimensione del tumore dovuto a cambiamenti infiammatori reattivi nei tessuti circostanti.

## Pesatura in diffusione

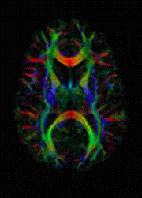
Immagine DTI

Le immagini a risonanza magnetica in diffusione mostrano il grado di diffusione delle molecole d'acqua nei tessuti biologici. Clinicamente, queste sequenze risultano utili per la diagnosi di condizioni (ad esempio ictus) o di disturbi neurologici (ad esempio, sclerosi multipla) e aiuta a comprendere meglio la connettività degli assoni della materia bianca nel sistema nervoso centrale. In un mezzo isotropico (all'interno di un bicchiere d'acqua, ad esempio), le molecole d'acqua si muovono in modo casuale a seconda della turbolenza e del moto browniano. Tuttavia, nei tessuti biologici, dove il numero di Reynolds è sufficientemente basso per il flusso laminare, la diffusione può essere anisotropa. Ad esempio, una molecola all'interno dell'assone di un neurone ha una bassa probabilità di attraversare la membrana mielinica e pertanto la molecola si muove principalmente lungo l'asse della fibra neurale. Se è noto che le molecole di un particolare voxel si diffondono principalmente in una direzione, si può assumere che la maggior parte delle fibre in quest'area siano parallele a quella direzione.
Il recente sviluppo di imaging del tensore di diffusione (DTI) ha consentito di misurare la diffusione in più direzioni e di calcolare l'anisotropia frazionaria in ciascuna direzione per ciascun voxel. Ciò consente ai ricercatori di creare mappe cerebrali delle direzioni delle fibre per esaminare la connettività di diverse regioni del cervello (utilizzando la trattografia) o esaminare aree di degenerazione neurale e demielinizzazione in malattie come la sclerosi multipla.
Un'altra applicazione di diffusione della risonanza magnetica è l'imaging pesato in diffusione (DWI). A seguito di un ictus ischemico, il DWI è altamente sensibile ai cambiamenti che si verificano nella lesione. Si ipotizza che l'aumento delle restrizioni (barriere) alla diffusione dell'acqua, a seguito dell'edema citotossico (gonfiore cellulare), sia responsabile dell'aumento del segnale su una scansione DWI. Il potenziamento del segnale DWI appare entro 5-10 minuti dall'inizio dei sintomi dell'ictus (rispetto alla tomografia computerizzata, che spesso è sensibile solamente dopo un tempo di 4-6 ore) e rimane fino a due settimane. Queste immagini, accoppiate con quelle relative allo studio della perfusione cerebrale, i ricercatori possono evidenziare le regioni di "perfusione/disallineamento di diffusione" che può indicare regioni in grado di salvarsi con la terapia di riperfusione.
Come molte altre applicazioni specializzate, questa tecnica è solitamente accoppiata a una sequenza di acquisizione di immagini veloce, come la sequenza di immagini echo planari.

## Pesatura in perfusione

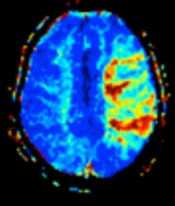
Perfusione MRI che mostra un ritardo nel tempo-massimo flusso (Tmax) nella penombra in un caso di occlusione dell'arteria cerebrale media sinistra

Le immagini a risonanza magnetica pesate in perfusione (o Perfusion-Weight Imaging o PWI) vengono eseguite con tre tecniche principali:
- Dynamic susceptibility contrast (DSC): viene iniettato gadolinio come mezzo di contrasto e vengono realizzate rapide sequenze di immagine (generalmente gradient echo con pesatura T2) in cui viene quantificata la perdita di segnale indotta dalla suscettibilità.[18]
- Dynamic contrast enhanced (DCE): misurazione dell'accorciamento del rilassamento spin-reticolo (T1) indotto da un bolo di contrasto di gadolinio.[20]
- Arterial Spin Labelling (ALS): marcatura magnetica del sangue arterioso al di fuori della zona di interesse, senza necessità di utilizzo del mezzo di contrasto.

I dati acquisiti vengono quindi postelaborati per ottenere mappe di perfusione con parametri diversi, come BV (volume del sangue), BF (flusso sanguigno), MTT (tempo medio di transito) e TTP (tempo di picco). Nell'infarto cerebrale, la penombra si caratterizza per una diminuzione della perfusione.